# Edwartiothamnus sinclairii
Edwartiothamnus sinclairii là một loài thực vật có hoa trong họ Cúc. Loài này được (Hook. f.) Anderb. mô tả khoa học đầu tiên năm 1991.